# Aïssa Ben Idriss
Moulay Aïssa ben Idriss II (Aïssa ben idrīs ben idrīs ben `abd allah ben al-ḥasan) né à Fès, Maroc au neuvième siècle. Il était le fils d'Idriss II et le descendant d'Idriss I. Il fut le gouverneur de la région de Salé.
La branche issue de Aïssa ben Idris, originellement installée à Fès et Salé, comporte des ramifications importantes comptant des saints majeurs, tels les Amraoui, Bouzidi, les Debbagh et les Mabrouk.

## Une branche Idrisside
Parmi les familles Idrissides (descendants d'Idriss I) issues d'Aîssa :
Les Bouzidi, les Debbagh et les Mabrouk  : Descendants d'Aïssa ben Idris II, gouverneur de Salé, ils auraient quitté la ville pour Grenade sous le règne des Almoravides[réf. nécessaire]. Il a fallu attendre le début des Mérinides pour qu'ils reviennent à Salé avant de la quitter définitivement pour Fès. Connus par leur grand nombre de mystiques, ils ont donné un nombre important de soufis, le plus célèbre étant Abd-el-Aziz Debbagh ains que Cheikh El Bouzidi et Bouchta ben El Hassan Mabrouk

## Référence
- Paroles d'or : Kitâb al-Ilbrîz
  - Langue : français
  -  (ISBN 2914916973)
  -  (ISBN 978-2914916974)